# جان آی گودلد
جان آی گودلد ((به انگلیسی: John I. Goodlad) ‏۱۹۲۰–۲۰۱۴) در تمام سطوح تحصیلی از پایه اول تا مدارج عالی دانشگاهی تدریس نموده‌است. تا قبل از ۱۹۴۱ که مدیریت یک مدرسه را به عهده گرفت معلم بود. او در ۱۹۴۶ برای ادامه تحصیل وارد دانشگاه شیکاگو شد و در همان دانشگاه در ۱۹۴۹ مدرک دکترای تخصصی خود را دریافت نمود. حاصل پژوهش‌ها و فعالیت‌های او در زمینه آموزش و پرورش در نگارش بیش از سی کتاب، دویست مقاله و هشتاد فصل و مدخل‌های متفاوت تبلور یافته‌است.
گودلد علاوه بر پژوهش درباره مدارس بدون پایه و برنامه درسی، در باره بسیاری از موضوعات دیگر مرتبط با آموزش و پرورش مدرسه ای ،از قبیل آرمان مدرسه،هدف مدرسه ، کارکرد مدرسه ، محیط کلاس درس ، آموزش و پرورش اولیه و تاریخ مدارس ابتدایی نیز به پژوهش پرداخته است . او در بررسی دلایل موجودیت مدارس ، سه جنبه را از هم متمایز می کند: اهداف (چه کاری از مدارس خواسته شده است ) کارکردها ( مدارس چه کار می کنند یا از آنها چه استفاده ای می شود ) و آرمان ها (مدارس در پی تحقق چه کارهایی باشند ) .
مطابق نظر گودلد ، آرمان مدارس پرورش افرادی منطقی است که به حقوق خودشان و دیگران احترام بگذارند . وی هم بر حقوق شخصی تاکید می کند و هم بر حقوق اجتماعی . 